# Plano (Texas)
Plano város az USA Texas államában, Collin és Denton megyében. Lakosainak száma 285 494 fő (2020. április 1.).

## Népesség
A település népességének változása:
| Lakosok száma | 155  | 222 030 | 259 841 | 285 494 |
|               | 1870 | 2000    | 2010    | 2020    |